# 42 Batalion Ochrony Pogranicza
Samodzielny Batalion Ochrony Pogranicza nr 42 – samodzielny pododdział Wojsk Ochrony Pogranicza pełniący służbę ochronną na granicy polsko-niemieckiej.

## Formowanie i zmiany organizacyjne
Na podstawie rozkazu MON nr 055/org. z 20 marca 1948 roku, na bazie Szczecińskiego Oddziału WOP nr 3, sformowano 8 Brygadę Ochrony Pogranicza, a 13 komendę odcinka WOP przemianowano na batalion Ochrony Pogranicza nr 42.
Rozkazem Ministra Obrony Narodowej nr 205/Org. z 4 grudnia 1948 roku, z dniem 1 stycznia 1949, Wojska Ochrony Pogranicza podporządkowano Ministerstwu Bezpieczeństwa Publicznego. Zaopatrzenie batalionu przejęła Komenda Wojewódzka Milicji Obywatelskiej.
Z dniem 1 stycznia 1951 roku, na podstawie rozkazu MBP nr 043/org z 3 czerwca 1950 roku, na bazie 8 Brygady Ochrony Pogranicza, sformowano 12 Brygadę Wojsk Ochrony Pogranicza, a 42 batalion Ochrony Pogranicza przemianowano na 123 batalion WOP.

## Struktura organizacyjna
W nawiasach podano nazwy miejscowości z „wykazu” i dopisano strażnice nr 66 
- dowództwo i sztab - Szczecin
- strażnica nr 61 – Kamieniec (Lipniki Górne)
- strażnica nr 62 – Barnisław (Broniszewo)
- strażnica nr 63 – Dołuje
- strażnica nr 64 – Dobra
- strażnica nr 65 – Rzędziny
- strażnica nr 66 – Stolec (Stolzenburg)